# Freijido (Laroco)
Freijido (llamada oficialmente Sagrado Corazón de Xesús de Freixido) es una parroquia y un lugar del municipio español de Laroco, en la provincia de Orense, Galicia.

## Toponimia
La parroquia también es conocida por los nombres de Corazón de Jesús de Freixido y Corazón de Xesús de Freixido.

## Organización territorial
La parroquia está formada por dos entidades de población:
- A Caseta
- Freixido

## Demografía

### Parroquia
| Gráfica de evolución demográfica de Freijido (parroquia) entre 2000 y 2022 |
|                                                                            |
| Datos según el nomenclátor publicado por el INE.                           |

### Lugar
| Gráfica de evolución demográfica de Freixido (lugar) entre 2000 y 2022 |
|                                                                        |
| Datos según el nomenclátor publicado por el INE.                       |